# Wesley Koolhof
Wesley Koolhof, né le 17 avril 1989 à Zevenaar, est un joueur de tennis néerlandais, professionnel de 2009 à 2024.
Spécialiste du double, il a remporté vingt-et-un tournois ATP dont le Masters 2020 et Wimbledon 2023 et atteint vingt-quatre autres finales dont celles de l'US Open en 2020 et 2022.
Le 7 novembre 2022, il devient numéro 1 mondial de double.

## Biographie
Wesley Koolhof est le fils de l'ancien international de football Jurrie Koolhof (en) et de Monique Westerdijk, joueuse de hockey sur gazon. Son frère cadet Dean évolue comme joueur de football dans la Eerste Divisie.
Il est le compagnon de la joueuse de tennis allemande Julia Görges.
Après avoir collaboré pendant sept ans avec son compatriote Marco Kroes, il est entraîné depuis décembre 2021 par Rob Morgan et Mariusz Fyrstenberg.

## Carrière
Après avoir arpenté le circuit secondaire pendant quelques années sans obtenir de résultat significatif, Wesley Koolhof fait le choix de se spécialiser vers le jeu de double début 2015 en raison du succès de la paire qu'il forme avec son compatriote Matwé Middelkoop. Les deux hommes remportent en effet neuf tournois dont sept Challenger. Ils obtiennent leur premier titre sur le circuit ATP début 2016 à Sofia.

### 2017. 3etitre à Sydney et trois finales
Après une défaite d'entrée à Chennai avec son partenaire et compatriote Matwé Middelkoop, ils alignent un bon tournoi de Sydney et sortent la paire Oliver Marach-Fabrice Martin sur abandon avant de remporter de justesse les deux matchs suivants contre Rojer-Tecău (7-6, 2-6, 11-9) puis face à Alexander Peya et Mate Pavić (6-3, 3-6, 10-8). Ils jouent en finale la deuxième paire mondiale composée de Jamie Murray et Bruno Soares, vainqueurs de l'Open d'Australie et de l'US Open la saison passée, qu'ils battent (6-3, 7-5) pour s'adjuger leur troisième titre, le premier en dehors du vieux continent. Participant pour la première fois à l'Open d'Australie, ils passent un tour mais sont battus par la paire revancharde Rojer-Tecău (3-6, 4-6) au second tour.
Défendant leur titre à Sofia, ils s'inclinent d'entrée face aux frères Britanniques Ken Skupski et Neal Skupski (7-6, 4-6, 7-10). Ils rebondissent néanmoins dans leur pays à Rotterdam où ils sortent les frères Zverev (6-3, 6-4), le duo Kubot-Melo (7-6, 6-3) et de nouveau Rojer-Tecău (6-4, 6-3) pour jouer leur première finale en ATP 500. A domicile, ils s'inclinent néanmoins pour la première fois de leur carrière en finale contre Ivan Dodig et Marcel Granollers (6-7, 3-6). Malgré cette défaite, ils entrent dans le Top 50. Mi-février, ils gagnent un match à Marseille. Ce sera leur dernier match gagné sur le circuit ATP jusqu'en juillet, soit cinq mois plus tard. Ils enchaînent ainsi douze défaite ensemble à dont la dernière se déroule au premier tour de Wimbledon où ils ne prennent que sept jeux contre Marcelo Melo et Łukasz Kubot, tous deux classés dans le Top 10 mondial (4-6, 0-6, 3-6).
À la suite de cette terrible série de défaites, les Néerlandais se séparent et il trouve un nouveau coéquipier en la personne du Néo-Zélandais Artem Sitak avec qui il jouera le reste de la saison. Il brise alors la série de défaite dans laquelle il était en gagnant avec son nouveau partenaire de double un match à Newport. Ils enchaînent avec une finale à Atlanta où ils s'inclinent contre les légendes du double, les Frères Bryan (3-6, 4-6). Après un deuxième tour à Los Cabos et un retour à la case Challenger, ils perdent au premier tour de l'US Open contre Ivan Dodig et Marcel Granollers (6-7, 3-6).
Mi-septembre, il joue sa troisième finale de la saison à Metz après avoir sorti Aliaksandr Bury et Mischa Zverev (6-4, 7-6), les Espagnols Marcel Granollers et David Marrero (6-2, 5-7, 10-8) et le duo Max Mirnyi-Philipp Oswald (5-7, 3-6). Ils tombent néanmoins de nouveau en finale contre les vétérans locaux Julien Benneteau (qui gagne son dernier titre en carrière) et Édouard Roger-Vasselin (5-7, 3-6). Ils terminent leur saison par un deuxième tour à Pékin, une demi-finale à Antwerp et un premier tour en Chine à Shenzen.

### 2018. Quatre finales
La paire commence la saison par une demi-finale à Brisbane et un premier tour perdu à Auckland contre Klaasen-Venus (1-6, 7-6, 7-10) puis comme l'année dernière, le Néerlandais parvient au deuxième tour de l'Open d'Australie. Le duo est sorti à ce stade du Grand Chelem australien par la paire Marach-Pavić (7-6, 4-6, 4-6), vainqueurs cette année-là du tournoi.
Ils parviennent en février à Montpellier à renverser Ivan Dodig et Rajeev Ram (2-6, 7-5, 10-0) mais s'arrêtent au tour suivant. Une semaine plus tard, ils vont jusqu'en finale à New York mais sont stoppés par Max Mirnyi qui dispute sa dernière année sur le circuit et Philipp Oswald (4-6, 6-4, 6-10). Après avoir butté d'entrée à Delray Beach, leur début de saison sur terre est très bon : ils disputent une nouvelle finale à Sao Paulo qu'ils perdent également contre les Argentins Federico Delbonis et Máximo González (4-6, 2-6) puis gagnent un tournoi Challenger à Alicante. Ils ne disputent pas les Masters 1000 sur terre pour préparer Roland Garros mais des tournois 250 dont Marrakech, durant lequel ils sont battus au premier tour par Divij Sharan et le terrien Jan-Lennard Struff (6-7, 3-6) et Budapest où ils sortent un gros match contre les futurs demi-finalistes à Roland Garros, Nikola Mektić et Alexander Peya (qui dispute sa dernière saison sur le circuit, 7-5, 6-7, 10-7). Ils tombent dès le match suivant cependant.
La duo parvient en finale pour la troisième fois en quatre mois à Estoril où ils s'inclinent encore à ce stade contre la paire Britannique inexpérimentée en double composée de Kyle Edmund et Cameron Norrie (4-6, 2-6). Après une défaite précoce à Genève, Koolhof parvient pour la première fois de sa carrière en huitièmes de finale d'un tournoi du Grand Chelem après avoir sorti Andre Begemann et Antonio Šančić au premier tour (6-7, 6-2, 6-4) et Ivan Dodig et Rajeev Ram pour la seconde fois de la saison (5-7, 7-5, 6-4). Ils sont sortis par les Colombiens Juan Sebastián Cabal et Robert Farah, finalistes en début de saison à l'Open d'Australie (6-3, 4-6, 3-6). Il s'associe après cette défaite à un autre Néo-Zélandais, Marcus Daniell.
Leur saison sur gazon est compliquée avec une seule victoire en six matchs au Queen's contre les légendes du simple Novak Djokovic et Stanislas Wawrinka (6-4, 7-6). Les mois suivants sont émaillés de performances correctes avec des quarts de finale à Bastad et Winston-Salem (battus par le duo Rojer-Tecău), une demi-finale à Hambourg où ils subissent la loi de Nikola Mektić et Alexander Peya, meilleure paire mondiale (6-2, 4-6, 7-10) et d'un premier tour à Kitzbuhel. Il gagne avec son coéquipier son premier match à l'US Open contre Max Mirnyi (le Biélorusse disputant son dernier Grand Chelem en carrière) et Philipp Oswald (6-3, 7-6) et s'inclinant au second tour face à Murray et Soares (3-6, 4-6), tous deux membres du Top 10.
Avec l'Argentin Andrés Molteni, il arrive jusqu'en demi-finale à Metz mi-septembre, sèchement éliminés par les locaux Édouard Roger-Vasselin et Nicolas Mahut (1-6, 1-6) puis reprend la paire avec Marcus Daniell pour la tournée asiatique. Ils enchaînent deux quarts de finale à Shenzen et Pékin (battus lors de ce dernier tournoi de justesse par Nikola Mektić et Alexander Peya (7-5, 6-7, 12-14)) puis jouent leur première finale ensemble à Stockholm. Il perd sa quatrième finale de la saison contre les Britanniques Luke Bambridge et Jonny O'Mara (5-7, 6-7). Ils joue un dernier tournoi cette saison avec le Néo-Zélandais à Vienne où ils perdent dès le premier tour puis est de nouveau éliminé d'entrée au Masters de Bercy avec Nikoloz Basilashvili.

### 2019. Premières finales en Masters 1000 à Miami, Monte-Carlo et à l'Open du Canada et entrée dans le Top 15
Il commence l'année par son premier et seul titre de la saison à Brisbane où, toujours avec son coéquipier Marcus Daniell, ils disposent de la paire Ram-Salisbury en finale (6-4, 7-6). Ils enchaînent dans le courant du mois de janvier un second tour à l'Open d'Australie contre le duo Klaasen-Venus (6-7, 3-6), finalistes l'année passée à Wimbledon, et un quart de finale à Auckland.
Un mois plus tard, il fait la paire avec l'Autrichien Jürgen Melzer, ancien vainqueur de Wimbledon et de l'US Open en double et parvient à prendre sa revanche contre Klaasen-Venus au premier tour de Rotterdam, dans son pays natal. Ils essuient néanmoins une lourde défaite contre Rojer-Tecău (1-6, 2-6) au tour suivant. Après avoir retrouvé son coéquipier Marcus Daniell et subit une défaite en deux manches au premier tour d'Acapulco par les frères Lopez (4-6, 4-6), il fait équipe à Indian Wells avec le champion de simple Stéfanos Tsitsipás qui a atteint en début d'année les demi-finale de l'Open d'Australie pour la première fois de sa carrière. Ensemble, ils livrent une grande performance contre Kubot-Melo, huitième et douzième mondiaux (6-7, 7-6, 5-10). Il continue alors avec le Grecque la tournée américaine et les deux hommes disputent le tournoi de Miami. Après avoir sorti les Russes champions de simple Karen Khachanov et Daniil Medvedev (6-1, 6-4), ils sortent en trois manches Murray et Soares, tous deux membres du Top 10 (6-3, 4-6, 10-7). Ils continuent ensuite leur parcours en éliminant les locaux John Isner et Sam Querrey (6-4, 5-7, 10-8) ainsi qu'Ivan Dodig et Édouard Roger-Vasselin en demi-finale (6-3, 6-7, 10-8) pour jouer leur première finale en Masters 1000 contre les légendes Américaines des Frères Bryan. Ils s'inclinent dans un match serré contre la paire Américaine (5-7, 6-7) qui remporte alors son dernier Masters 1000 en carrière.
S'envolant pour Monte-Carlo et formant une paire inédite avec son compatriote Robin Haase, il livre une nouvelle grande performance en battant la paire Française Herbert-Mahut, seconde paire mondiale dès le premier tour en deux tie-breaks. Les Hollandais renversent ensuite les frères Zverev difficilement (6-7, 6-4, 10-8) puis éliminent la paire Radu Albot-Nikoloz Basilashvili (6-1, 7-5) et de nouveau Murray et Soares (7-6, 6-4) en demi-finale du tournoi. Il rejoint alors sa deuxième finale de Masters 1000 comme son compatriote, la première sur ocre. Au bout d'une finale indécise disputée contre les Croates Nikola Mektić et Franko Škugor, ils sont battus (7-6, 6-7, 9-11) sur le fil.
Revenant avec Marcus Daniell, Koolhof aligne une troisième finale consécutive à Budapest perdue de nouveau contre les frères Skupski (3-6, 4-6). Ils enchaînent une demi-finale à Estoril puis le Hollandais constitue de nouveau la paire avec Stéfanos Tsitsipás à Madrid. Ensemble, ils sortent Marco Cecchinato et Márton Fucsovics (6-3, 6-3) et prend sa revanche de Monte-Carlo sur Nikola Mektić et Franko Škugor (6-2, 6-4). Ils sortent comme à Miami Murray et Soares (6-2, 7-6) en quarts de finale du tournoi et sont seulement stoppés en demi-finale par Rojer-Tecău (4-6, 7-5, 5-10). Malgré ces belles performances sur terre, le Hollandais, attendu comme outsider à Roland Garros ne confirme pas. Il perd avec le Grecque au premier tour de Rome contre Denis Shapovalov et Fernando Verdasco (3-6, 2-6) et au second tour Porte d'Auteuil avec Marcus Daniell face aux numéros deux et quatre mondiaux Łukasz Kubot et Marcelo Melo (6-4, 2-6, 2-6).
Ils retrouvent ces derniers à Halle pour le début de la saison sur gazon, mi-juin et s'inclinent à nouveau (3-6, 2-6), puis disputent un second tour à Eastbourne. A Wimbledon, ils profitent d'un tableau plutôt ouvert pour se hisser pour la première fois en quarts de finale ensemble grâce à des victoires sur Rohan Bopanna-Pablo Cuevas (6-4, 6-4, 4-6, 7-6), après avoir été mené deux sets à zéro contre Jaume Munar-Cameron Norrie (1-6, 4-6, 7-6, 6-2, 6-2) et une troisième victoire face à Santiago González-Aisam-Ul-Haq Qureshi (7-5, 6-7, 6-4, 6-4). Affrontant de nouveau des joueurs classés hors du Top 30 en double, ils sont battus à ce stade par Ivan Dodig et Filip Polášek (2-6, 6-7, 3-6).
Ils mettent fin à leur collaboration après le tournoi et le Hollandais retrouve Robin Haase avec qui il jouera la plupart du temps jusqu'à la fin de la saison. La paire Néerlandaise parvient alors en finale de Hambourg après avoir écarté Ivan Dodig et Mate Pavić en demi-finale (7-6, 4-6, 10-8) mais s'incline en finale contre les Autrichiens Oliver Marach et Jürgen Melzer (2-6, 6-7). Ils partent début août rejoindre le Canada et signent une nouvelle grande performance en éliminant dès le premier tour les vainqueurs de Wimbledon et numéros un mondiaux Juan Sebastián Cabal et Robert Farah (7-5, 7-6) à l'Open du Canada. Ils enchaînent contre les Australiens Alex de Minaur et Jordan Thompson (6-2, 6-2) avant de connaître plus de difficulté mais de remporter un nouveau match prestigieux contre les Frères Bryan (6-7, 7-6, 10-5). Ils écartent en demi-finale en deux tie-breaks Rohan Bopanna et le local Denis Shapovalov. Koolhof joue alors sa sixième finale de l'année, la troisième en Masters 1000 mais comme les cinq autres finales, il échoue sur la dernière marche contre Marcel Granollers et Horacio Zeballos (5-7, 5-7).
La fin de saison sera plus compliquée pour le Néerlandais avec des éliminations d'entrée à Cincinnati, Winston-Salem et Bercy (contre Ram-Salisbury) avec son compatriote, au premier tour de Pékin (contre les numéros uns Cabal-Farah) et de Shanghaï (face à Klaasen-Venus) avec Stéfanos Tsitsipás et un quart de finale disputé à Stockholm avec le Français Fabrice Martin. Il rentre néanmoins dans le Top 15 en fin de saison et parviendra dans le seul Grand Chelem qu'il disputera avec Robin Haase en huitièmes de finale de l'US Open pour la première fois de sa carrière, seulement stoppés par Cabal-Farah, vainqueurs quelques jours plus tard du tournoi (4-6, 4-6).

### 2020. Victoire au Masters, finale à l'US Open, demi-finale à Roland Garros et numéro six mondial
Il commence la saison par un cinquième titre en carrière à Doha avec l'Indien Rohan Bopanna, ancien finaliste de l'US Open. Ils écartent pour ce faire la paire Henri Kontinen-Franko Škugor en demi-finale (7-5, 6-2) avant de renverser Santiago González et Luke Bambridge en finale du tournoi (3-6, 6-2, 10-6). Il s'aligne le reste de la saison avec le Croate Nikola Mektić. Le début de saison de cette nouvelle paire associée montrera quelques difficultés avec un quart de finale perdu à Adelaïde face à Ram-Salisbury (4-6, 3-6), comme les trois saison précédentes, une élimination au deuxième tour de l'Open d'Australie face aux locaux James Duckworth et Marc Polmans (5-7, 3-6) ainsi qu'au premier tour de Rotterdam contre les champions de simple Félix Auger-Aliassime et Hubert Hurkacz (3-6, 6-7).
Dans une saison perturbée par la pandémie de Covid-19, ils atteignent leur première finale en février à Marseille, où ils sont sortis en deux manches par le local Nicolas Mahut accompagné du Canadien Vasek Pospisil (3-6, 4-6). De nouveau sortis précocement à Dubaï par Raven Klaasen et Oliver Marach (5-7, 4-6), ils parviennent jusqu'en quarts de finale à Cincinnati, défaits de justesse par Pablo Carreño Busta et Alex de Minaur (5-7, 7-6, 7-10).
Il joue début septembre l'US Open. Après avoir lâché un set au premier tour contre Nikola Čačić et Divij Sharan (6-4, 3-6, 6-3), les deux hommes parviennent pour la première fois de leur carrière en demi-finale d'un Majeur, se montrant solides face à Simone Bolelli et Máximo González (6-4, 6-3) ainsi que contre les Belges Sander Gillé et Joran Vliegen (7-6, 6-3). Ils créent la surprise en prenant leur revanche sur Ram-Salisbury, vainqueurs de l'Open d'Australie en début de saison (7-6, 6-4). La première finale en Grand Chelem du Néerlandais à l'US Open avec le Croate où ils perdent contre Mate Pavić et Bruno Soares, le Brésilien remportant son troisième et dernier titre en Majeur (5-7, 3-6).
Ils continuent d'impressionner à Roland Garros où ils arrivent en ayant fait une préparation moyenne (élimination en huitièmes à Rome et en demi-finale à Hambourg après avoir battu une deuxième fois de suite Ram-Salisbury dans un match très accroché). Ils ne lâchent pas une seule manche jusqu'au dernier carré, bénéficiant également d'un tableau ouvert en sortant Luke Bambridge et Ben McLachlan (6-4, 7-6), les Argentins Leonardo Mayer et Guido Pella (7-6, 6-3), le premier disputant son dernier tournoi du Grand Chelem de double en carrière, les locaux Pierre-Hugues Herbert et Nicolas Mahut, anciens vainqueurs (6-2, 7-6) et les Américains Nicholas Monroe et Tommy Paul (6-4, 6-4). Ils s'inclinent cependant aux portes de la finale contre les Allemands Kevin Krawietz et Andreas Mies, tenants du titre (3-6, 5-7) C'est le meilleur parcours Porte d'Auteuil du Néerlandais. Sortis à Vienne par le numéro un Robert Farah et le Français Fabrice Martin (5-7, 3-6), ils sont de nouveau sortis en quarts de finale de Bercy par Pavić-Soares (1-6, 6-7), mais parviennent à disputer le Masters en fin d'année pour la première fois ensemble. Le Néerlandais y réussit sa meilleure performance en quatre participations, revanchard avec le Croate de Kevin Krawietz et Andreas Mies (6-7, 7-6, 10-7), tombeur pour la troisième fois de la saison de Ram-Salisbury (7-6, 6-0) mais s'inclinant contre Łukasz Kubot et Marcelo Melo (4-6, 7-6, 8-10) dans le dernier match de poule. Malgré la défaite, ils se qualifient en demi-finale, battent Marcel Granollers et Horacio Zeballos (6-3, 6-4) pour disputer leur troisième finale de la saison ensemble. Ils jouent les surprises Édouard Roger-Vasselin et Jürgen Melzer, l'Autrichien jouant sa dernière finale en carrière, neuf ans après sa dernière qualification aux Masters en double. Ils arrachent leur victoire en trois manches (6-2, 3-6, 10-5), parvenant à décrocher leur plus beau titre en carrière, le Néerlandais terminant la saison à la 5e place mondiale.

### 2021. Année décevante avec une sortie du Top 10
Il démarre la saison avec le Polonais Łukasz Kubot, ancien vainqueur de l'Open d'Australie et Wimbledon, mais ne parvient pas à disputer de finale avec lui, réalisant un début de saison maussade, s'arrêtant en quarts à Rotterdam, Dubaï et Melbourne, deux fois barrés par les Français Jérémy Chardy et Fabrice Martin. Il accède néanmoins pour la première fois de sa carrière au troisième tour de l'Open d'Australie, sortant sur le même score les Sud-Américains Ariel Behar et Gonzalo Escobar (6-3, 6-4) et les locaux Thanasi Kokkinakis et Nick Kyrgios avant de subir la loi d'une deuxième paire australienne composée de Matthew Ebden et John-Patrick Smith (6-7, 4-6).
Ils s'inclinent d'entrée à Miami et Barcelone, et au deuxième tour à Monte-Carlo, à chaque fois contre de bons joueurs de simples. Le Néerlandais joue en avril son seul tournoi en carrière accompagné de l'Allemand Kevin Krawietz, double tenant du titre à Roland Garros, et la paire inédite parvient à prendre le dessus sur Marcelo Melo et la star Allemande Alexander Zverev, auteur de sa première finale en Majeur lors du dernier US Open (6-3, 6-3). Il prend ensuite sa revanche sur Matthew Ebden et John-Patrick Smith (6-4, 6-3) avant de bénéficier du forfait des locaux Yannick Hanfmann et Dominik Köpfer pour disputer sa première finale de la saison. Masl embarqués, ils renversent les Belges Sander Gillé et Joran Vliegen (4-6, 6-4, 10-5), Wesley remportant son seul titre de l'année.
Revenant pour la dernière fois avec le Polonais Łukasz Kubot à Madrid, ils sortent difficilement les frères Tsitsipas (6-4, 5-7, 10-6) et la paire russo-brésilienne composée de Daniil Medvedev et Marcelo Demoliner (7-5, 6-7, 10-3) avant de retrouver son ancien coéquipier Nikola Mektić qui joue désormais avec son compatriote Mate Pavić, en tant que tête de série numéro quatre et un. Ils manquent de justesse d'accéder aux demi-finale (3-6, 7-6, 7-10), et décident de faire route à part.
Préparant les Jeux de Tokyo, il s'associe à son compatriote Jean-Julien Rojer à la fin de la saison sur terre, parvenant avec lui en quarts de finale de Rome et au troisième tour de Roland Garros. La saison sur herbe est mauvaise, avec deux défaites à Halle contre les champions de simple Félix Auger-Aliassime et Hubert Hurkacz (6-7, 3-6) et à Wimbledon, renversés par Lloyd Glasspool et Harri Heliövaara (7-5, 3-6, 4-6). Les premiers Jeux de la paire hollandaise les voit battre Gillé-Vliegen (6-3, 7-6) mais ils doivent déclarer forfait pour le tour suivant.
Après une courte pause sur la tournée américaine, s'inclinant à l'Open du Canada en compagnie d'Austin Krajicek et à Cincinnati avec l'Allemand Jan-Lennard Struff, ils se retrouvent à l'US Open mais échoue lors du troisième tour, de nouveau renversés par Filip Polášek et John Peers (6-4, 3-6, 4-6). Après une nouvelle défaite précoce contre la même paire à Indian Wells, ils reviennent en Europe et jouent en octobre leur deuxième finale de la saison à Antwerp, profitant d'un tableau ouvert et du forfait de Lorenzo Musetti et Benoît Paire. Ils se voient très sèchement défaits par les Français Nicolas Mahut, cinquième joueur mondial et Fabrice Martin (0-6, 1-6) en finale. Deux dernières défaites d'entrée à Vienne contre les Colombiens Juan Sebastián Cabal et Robert Farah (6-4, 3-6, 8-10), ancien numéro uns et Bercy viennent clôturer leur saison difficile.

### 2022. Année exceptionnelle avec sept titres dont Madrid, l'Open du Canada et Bercy, second finale à l'US Open, vainqueur de Roland Garros en double mixte et numéro un mondial
Associé à Neal Skupski pour la saison 2022, le duo obtient des résultats dès le début de saison à Melbourne, sortant Tallon Griekspoor et Andrea Vavassori (6-3, 3-6, 10-4), Marcelo Arévalo et son compatriote Jean-Julien Rojer (6-2, 6-4) et la paire Aleksandr Nedovyesov-Aisam-Ul-Haq Qureshi (6-4, 6-4). Il enchaîne avec le Britannique un deuxième titre en deux semaines à Adelaïde, sortant en deux tie-breaks John-Patrick Smith et Luke Saville, profitant de l'abandon de Benoît Paire et Oscar Otte (6-4, 1-0 ab.) puis se débarrassant sans soucis d'Ivan Dodig, tenant du titre à l'Open d'Australie et de Marcelo Melo (6-4, 6-1). Ils remportent leur finale contre les Sud-Américains Ariel Behar et Gonzalo Escobar (7-6, 6-4). Une semaine plus tars, il obtient son premier quart de finale lors du Majeur australien à la faveur d'une onzième victoire consécutive avec son coéquipier, renversés de justesse à ce stade contre les locaux Matthew Ebden et Max Purcell (6-3, 4-6, 6-7).
Les deux hommes font un court crochet à Rotterdam, sortis en demi-finale, puis partent disputer la tournée arabe. Ils parviennent mi-février à décrocher leur troisième trophée de la saison, renversant les Français Manuel Guinard (2-6, 6-3, 10-6) et ne lâchant aucune manche contre Nikoloz Basilashvili et Alejandro Davidovich Fokina (6-3, 6-2), Andrey Golubev et Fabrice Martin (6-4, 7-6) et en finale face à l'Indien Rohan Bopanna et le Canadien Denis Shapovalov (7-6, 6-1). Ils profitent quelques jours plus tard de l'abandon de la deuxième paire mondiale, Ram-Salisbury (7-6 ab.), mais échouent dès le tour suivant contre Austin Krajicek et Édouard Roger-Vasselin (4-6, 6-7). Ram et Salisbury les sortent en quarts de finale du tournoi d'Indian Wells, mais la paire anglo-néerlandaise rebondit à Miami où ils s'imposent en deux manches contre Lloyd Harris et Matwé Middelkoop (7-6, 7-5), les méditerranéens Pedro Martínez et Lorenzo Sonego (6-3, 7-6) avant de battre de nouveau Rohan Bopanna et Denis Shapovalov (6-2, 6-1). Ils parviennent au super tie-break à vaincre les Italiens Simone Bolelli et Fabio Fognini (6-1, 3-6, 10-5) et Koolhof parvient ainsi en finale de Masters 1000 pour la première fois depuis trois ans. Favoris contre les anciens Top 10 en simple Hubert Hurkacz et John Isner, ils se font surprendre en deux sets (6-7, 4-6).
Leur saison sur terre commence par une défaite d'entrée à Monte-Carlo face aux vétérans Rohan Bopanna et Jamie Murray (6-2, 3-6, 10-12). Ils se rattrapent néanmoins à Barcelone, victorieux sur les Belges Gillé-Vliegen (6-3, 7-6) et de nouveau sur Marcelo Arévalo et Jean-Julien Rojer (6-4, 2-6, 10-8), s'inclinant seulement en finale contre les double anciens vainqueurs de Roland Garros, Kevin Krawietz et Andreas Mies au terme d'un duel accroché (7-6, 6-7, 6-10). Ils enchaînent face à Nikoloz Basilashvili et Alexander Bublik (7-5, 6-2) à Madrid ainsi que contre le jeune Carlos Alcaraz, futur numéro un mondial en fin d'année accompagné du vétéran Marc López (6-3, 3-6, 10-7). Tombeur de Tomislav Brkić et Nikola Čačić en quarts (6-3, 6-7, 10-2), ils prennent leur revanche dans le dernier carré sur Hubert Hurkacz et John Isner (7-6, 7-5) pour jouer leur première finale en capitale espagnole. Ils ont affaire aux anciens numéros uns Colombiens, Juan Sebastián Cabal et Robert Farah. Dans un nouveau match serré, ils remportent cette fois-ci le trophée (6-7, 6-4, 10-5), synonyme d'intégration du Top 10 pour le Néerlandais. Il s'agit également de son premier titre en Masters 1000. Malgré des victoires sur Arévalo-Rojer (6-4, 7-6) et Rohan Bopanna-Matwé Middelkoop (7-6, 6-3) à Rome, ils sont sortis en quarts de finale par Mate Pavić et son ancien coéquipier, Nikola Mektić, vainqueurs du tournoi de Wimbledon la saison passée (4-6, 4-6). Attendus comme outsider à Roland Garros, ils renversent les Hollandais Tallon Griekspoor et Botic van de Zandschulp (4-6, 6-3, 6-4) avant de se débarrasser facilement de Ramkumar Ramanathan-Hunter Reese (6-3, 6-2) et sur le même score des Américains Mackenzie McDonald et Tommy Paul. Ils ont affaire aux hispaniques Marcel Granollers et Horacio Zeballos en quarts de finale, respectivement sixième et septième au classement ATP. Malgré un bon début de match, ils sont contraints à la défaite (6-3, 3-6, 4-6) et laissent leurs adversaires accéder pour la première fois au dernier carré.
Ils confirment malgré leur défaite, leur régularité, en remportant un cinquième titre à Bois-Le-Duc, le premier sur gazon et devant ses compatriotes pour Koolhof. Ils sortent notamment les locaux Robin Haase et Matwé Middelkoop (6-3, 62) et prennent en finale leur revanche sur Matthew Ebden et Max Purcell (4-6, 7-5, 10-6) dans un match indécis. Ils jouent le tournoi de Wimbledon après une contre-performance contre le Britannique Cameron Norrie, demi-finaliste cette année-là en simple au Temple et l'Australien Alex de Minaur (6-7, 7-5, 6-10) au Queens. Ils éliminent au premier tour lors du Grand Chelem britannique les Argentins Facundo Bagnis et Diego Schwartzman (6-3, 7-5, 6-3) ainsi que Pedro Martínez et John-Patrick Smith (7-6, 6-2, 7-6) avant d'être éliminé au terme d'un nouveau match serré par Ebden-Purcell malgré avoir remonté un handicap de deux manches à zéro (5-7, 4-6, 6-3, 6-4, 5-7).
Ils marquent le coup en été, sortis d'entrée à Hambourg par Lloyd Glasspool et Harri Heliövaara (5-7, 2-6) dans leur dernier match de l'année sur terre et à Washington contre Cabal-Farah (4-6, 6-3, 8-10) qui disputent leur avant dernier tournoi en carrière. Malgré la défaite, le Néerlandais et le Britannique rentrent dans le Top 5 pour la première fois de leur carrière. Revanchards, ils sortent Alex de Minaur et Cameron Norrie (6-3, 6-4) ainsi que la paire finlando-britannique Lloyd Glasspool-Harri Heliövaara à l'Open du Canada (4-6, 6-3, 10-8) et renversent les Allemands Krawietz-Mies (3-6, 6-2, 10-8) en demi-finale. Favoris contre Daniel Evans et John Peers, ils confirment leur statut et s'imposent pour la troisième fois de suite au super tie-break (6-2, 4-6, 10-6). Ce sixième trophée de l'année permet à Koolhof de devenir numéro trois mondial. Une dernière défaite d'entrée à Cincinnati contre Santiago González et Édouard Roger-Vasselin (3-6, 4-6) conclue leur préparation pour l'US Open. Après avoir sorti deux paires Américaines, ils rencontrent pour la troisième fois de leur saison la paire Ebden-Purcell en Grand Chelem. Contrairement aux deux autres rencontres, ils sortent victorieux de la confrontation (7-6, 3-6, 6-3). Après avoir dominé de la tête et des épaules les surprenants Marcelo Demoliner et João Sousa (6-3, 6-1) en quarts de finale, ils sortent Arévalo-Rojer, vainqueurs à Roland Garros, pour la quatrième fois consécutive (6-4, 7-5) et accèdent ainsi à leur première finale en Grand Chelem de la saison, la deuxième pour le Néerlandais. Dans une rencontre au sommet entre les deux meilleurs paires mondiales, faisant face à Ram-Salisbury, les tenants du titre, ils sont contraints à la défaite (6-7, 5-7).
Cette défaite met en petit coup d'arrêt aux deux hommes qui s'inclinent d'entrée à Florence et Vienne. Ils se présentent en tant que sérieux prétendants au titre à Bercy, et renversent le Brésilien Rafael Matos et l'Espagnol David Vega Hernández (5-7, 6-3, 10-6), sortent Rohan Bopanna accompagné de Matwé Middelkoop (6-3, 6-4) ainsi que la paire Glasspool-Heliövaara (6-1, 6-7, 10-6) pour disputer leur dixième et dernière finale de la saison. Dominant Ivan Dodig et Austin Krajicek (7-6, 6-4), les deux hommes, grâce à leur septième titre de l'année, le troisième en Masters 1000, se hissent en tête du classement mondial pour la première fois de leur carrière,.
Jouant pour la deuxième fois de sa carrière le Masters de fin d'année, il sort toujours avec Neal Skupski les Australiens Nick Kyrgios et Thanasi Kokkinakis (6-7, 6-4, 10-5), vainqueurs du premier Majeur de l'année avant de connaître la défaite face aux Croates Mektić-Pavić (4-6, 6-7). Ils s'imposent lors du dernier match de poule de nouveau contre Ivan Dodig et Austin Krajicek (7-5, 4-6, 10-6) pour rallier les demi-finale. Ils s'inclinent dans leur dernier match de l'année une nouvelle fois face à Ram-Salisbury en remportant un jeu de moins qu'en finale de l'US Open (6-7, 4-6).
La même année, il est finaliste de l'US Open et remporte avec Ena Shibahara, le titre en double mixte aux Internationaux de France.

### 2023. Unique victoire en Grand Chelem à Wimbledon et finale à Indian Wells
Forts d'une saison 2022 réussie, le duo reste en place pour la saison 2023. Les deux hommes commencent par une défaite serrée d'entrée à Adelaïde contre Marcelo Melo et Mackenzie McDonald (3-6, 7-5, 10-12). Ils parviennent jusqu'en demi-finale lors du deuxième tournoi d'Adelaïde, battus par Dodig-Krajicek (2-6, 6-7), respectivement onzième et dixième joueurs mondiaux et perdent ainsi leur place de numéros uns. Le Néerlandais commence l'Open d'Australie avec une victoire écrasant sur le fantasque Alexander Bublik et le local John-Patrick Smith (6-1, 6-2) avant de sortir in extremis de la paire grecque des frères Tsitsipás (7-6, 4-6, 7-6). Ils dominent la paire Serbo-pakistanaise Nikola Čačić-Aisam-Ul-Haq Qureshi (6-4, 6-2) mais s'inclinent à la surprise générale contre les locaux Rinky Hijikata et Jason Kubler, tous deux classés au delà de la cent-cinquantième place (3-6, 1-6). Ces derniers remporteront le tournoi quelques jours plus tard, Koolhof et son coéquipier retrouvant la place de numéro un.
Après une demi-finale perdue à Acapulco contre les Autrichiens Alexander Erler et Lucas Miedler (4-6, 6-4, 4-10), ils parviennent à disputer leur première finale en mars, à Indian Wells, sortant le champion de simple Alexander Zverev et Marcelo Melo (6-3, 6-1), ainsi que les anglo-saxons Jamie Murray et Michael Venus (6-3, 6-3) et la paire González-Roger-Vasselin (6-3, 4-6, 10-5). Ils doivent néanmoins s'incliner aux pieds du trophée contre le vétéran Rohan Bopanna et Matthew Ebden (3-6, 6-2, 8-10). Malgré une revanche éclatante sur Rinky Hijikata et Jason Kubler à Miami (6-1, 6-2), ils voient la paire franco-mexicaine González-Roger-Vasselin prendre leur revanche en quarts (6-4, 6-7, 5-10) en Floride.
Le début de la saison sur ocre est passable, les deux hommes remportant très difficilement leur match contre les Russes Andrey Rublev et Karen Khachanov (6-7, 6-3, 14-12) avant d'être renversés par Fabrice Martin et Andreas Mies (7-5, 3-6, 7-10). Ils jouent une deuxième finale à Barcelone, se vengeant de Rohan Bopanna et Matthew Ebden (6-4, 7-5) mais s'inclinant de nouveau sur la dernière marche contre les Argentins Máximo González et Andrés Molteni (3-6, 7-6, 4-10). Rencontrant pour la troisième fois en deux mois Rohan Bopanna et Matthew Ebden à Madrid après avoir sorti les anciens vainqueur de Roland Garros Kevin Krawietz et Andreas Mies (6-2, 7-6), ils s'inclinent de nouveau contre eux (3-6, 2-6) dès les quarts de finale. Régulier, il bat Matwé Middelkoop et Andreas Mies à Rome (6-7, 6-3, 10-4) mais s'incline en demi-finale contre deux autres compatriotes, Robin Haase et Botic van de Zandschulp (6-7, 4-6). Tête de série numéro unes à Roland Garros, ils sortent de solides performances sur leurs premiers tours, écartant Gonzalo Escobar-Andrey Golubev (6-3, 7-6), Pedro Cachín-Wu Yibing (6-4, 6-2) et Aleksandr Nedovyesov-Miguel Reyes-Varela (7-5, 6-4) pour parvenir jusqu'en quarts. Ils affrontent la paire hispanique Marcel Granollers-Horacio Zeballos, demi-finalistes l'année passée et sont battus (3-6, 6-7), délaissant leur place de numéro un à l'issue du tournoi.
En 2023, il conserve avec son binôme britannique son titre au tournoi de Bois-le-Duc, concédant un jeu de moins qu'en France contre Gonzalo Escobar et Aleksandr Nedovyesov (7-6, 6-2). Ils deviennent le première paire depusi les Tchèques Martin Damm et Cyril Suk il y a environ vingt ans à conserver leur titre. Ayant hérité d'un tirage difficile au Queen's, ils sortent d'un match piège contre les Croates Mektić-Pavić (6-7, 7-6, 10-7) et éliminent pour la deuxième fois de la saison Rohan Bopanna et Matthew Ebden (6-3, 7-6), s'inclinant seulement en demi-finale contre Taylor Fritz et Jiří Lehečka (3-6, 6-7). Arrivés à Wimbledon parmi les favoris, ils se hissent sans difficulté en quarts de finale, se débarrassant de l'Allemand Daniel Altmaier et du Russe Aslan Karatsev (6-3, 7-5) et des paires Australiennes Rinky Hijikata-Jason Kubler (7-6, 6-2) et Max Purcell-Jordan Thompson (6-3, 7-6). Ils lâchent un set contre l'Uruguyen Ariel Behar et le Tchèque Adam Pavlásek qui jouent leur premier quart de finale en Majeur (4-6, 6-2, 6-3). Pour la cinquième fois de l'année, ils retrouvent Rohan Bopanna et Matthew Ebden pour leur première demi-finale au Temple. Ils sortent sans sourciller l'Indien et l'Australien (7-5, 6-4), leur permettant de jouer leur deuxième finale ensemble, la troisième pour Koolhof. Ils affrontent alors la paire finaliste il y a deux ans, Marcel Granollers-Horacio Zeballos. Dans un nouveau match maitrisé, ils s'imposent (6-4, 6-4), remportant tous les deux leur premier titre en carrière, l'unique pour le Néerlandais.
Ayant retrouvé la place de numéro un, le duo subit deux défaites serrées d'entrée dans la tournée américaine à l'Open du Canada et Cincinnati. Ils s'imposent contre les locaux Ben Shelton et Christopher Eubanks (7-5, 7-6) au premier tour de l'US Open ainsi que face aux anciens numéros uns Juan Sebastián Cabal et Robert Farah (7-6, 1-6, 6-3), mettant fin à la carrière des deux Colombiens. Ils s'inclinent en huitièmes de finale face à la paire Américaine Nathaniel Lammons-Jackson Withrow (6-7, 3-6). Ils disputent en septembre leur dernière finale ensemble à Pékin, après être redescendus à la quatrième et troisième places mondiale. Ils affrontent en finale la paire qui les a délogé des deux meilleurs places, Dodig-Krajicek, récents demi-finalistes à l'US Open, qui les renversent (7-6, 3-6, 5-10). Ils atteignent ensuite les quarts de finale à Shanghaï (battus par la paire Française Sadio Doumbia-Fabien Reboul qui les éliminent également d'entrée à Vienne) et à Bercy (contre González-Roger-Vasselin). Présents en fin d'année au Masters, ils remportent leur premier match contre Rinky Hijikata et Jason Kubler (6-3, 6-4), qui effectuent leur première participation au tournoi des maîtres, avant de subir une défaite serrée contre Ram-Salisbury (3-6, 6-3, 7-10), vainqueurs cette année-là de leur troisième US Open consécutif ensemble. Ils s'inclinent également contre Bopanna-Ebden, finalistes à l'US Open (4-6, 6-7) ce qui met fin à leur parcours. C'est également son dernier match en compagnie de Neal Skupski. Le 28 novembre 2023, il annonce la fin de sa carrière à l'issue de la saison 2024.

### 2024. Dernière année couronnée de trois Masters 1000 à Indian Wells, Shanghaï et Bercy
Après deux années en binôme avec Neal Skupski (9 titres et 6 finales), il retrouve le Croate Nikola Mektić. Ils démarrent l'année par un titre à Auckland, sortant les treizièmes mondiaux Argentins Máximo González et Andrés Molteni dans un match décousu (6-0, 2-6, 12-10), renversant difficilement les Français Sadio Doumbia et Fabien Reboul (5-7, 7-6, 10-7) et sortant victorieux d'une nouvelle bataille en trois sets face aux hispaniques Granollers-Zeballos (6-3, 6-7, 10-7). Ils héritent d'un tirage difficile à l'Open d'Australie, sortant de nouveau Doumbia-Reboul (7-6, 2-6, 6-3) ainsi qu'Harri Heliövaara accompagné du local John Peers (6-1, 6-4) mais fait sortent en huitièmes contre la deuxième meilleure paire mondiale, Bopanna-Ebden en deux tie-breaks.
Disputant une dernière fois le tournoi de Rotterdam avec le Croate, les deux hommes écartent les numéros quatre et trois mondiaux que forme la paire Dodig-Krajicek (7-5, 6-4) avant de retrouver en finale les compatriotes de Wesley Koolhof, Robin Haase et Botic van de Zandschulp qu'ils sortent (6-3, 7-5) pour remporter leur deuxième titre de la saison. Après une tournée arabe décevante (défaites d'entrée à Dubaï et au deuxième tour à Doha), ils s'envolent début mars pour Indian Wells. Sortant en deux manches les Américains Steve Johnson-Tommy Paul (6-2, 7-6) et Ryan Seggerman-Patrik Trhac (6-4, 7-6), ils remportent une victoire de prestige, de nouveau contre Dodig-Krajicek (6-4, 6-7, 10-7) avant de ne laisser que des miettes aux Allemands Kevin Krawietz et Tim Pütz (6-2, 6-1). Pour leur troisième finale, ils retrouvent Granollers-Zeballos et les sortent pour leur troisième duel consécutif en finale en deux tie-breaks, s'adjugeant le Masters 1000.
Les semaines suivantes sont plus difficiles, les deux hommes s'inclinant à Miami et Monte-Carlo au deuxième tour. Jouant avec son compatriote Tallon Griekspoor à Madrid, ils voient les hispaniques Granollers-Zeballos, deuxième paire mondiale, prendre enfin leur revanche (3-6, 6-7) dès le premier tour. Un nouveau quart de finale perdu à Rome en compagnie de Nikola Mektić ternit sa préparation à Roland Garros. Porte d'Auteuil, il bat ses compatriotes Sander Arends et Matwé Middelkoop (6-4, 6-7, 7-5) avant d'être renversé par les Australiens Max Purcell et Jordan Thompson (6-4, 4-6, 4-6). Le duo retrouvent des couleurs à Bois-Le-Duc, accédant à la finale mais le Néerlandais manque la passe de trois contre les Américains Nathaniel Lammons et Jackson Withrow en deux tie-breaks. Après une défaite contre les Top 10 Marcelo Arévalo et Mate Pavić (4-6, 5-7) en quarts au Queen's, ils démarrent Wimbledon en tant qu'outsider. Après une victoire facile face aux Argentins Federico Coria et Mariano Navone (6-2, 6-1), ils se font surprendre en deux jeux décisifs par les locaux Charles Broom et Arthur Fery, tous deux classés hors du Top 150.
Cette défaite propulse le Néerlandais hors du Top 15, et les deux hommes confirment leurs difficultés à Cincinnati où ils sont battus de justesse par Harri Heliövaara et Henry Patten (7-6, 6-7, 5-10) ainsi qu'au premier tour de Winston-Salem. Disputant le dernier Majeur de sa carrière à l'US Open, ils battent ensemble Tallon Griekspoor et Thanasi Kokkinakis (6-2, 7-6), les Brésiliens Marcelo Melo et Rafael Matos (6-3, 6-7, 6-3) et prennent leur revanche sur la paire finlando-britannique composée d'Harri Heliövaara et Henry Patten (6-2, 6-2) pour arriver jusqu'en quarts de finale. Il joue son dernier match en Grand Chelem contre les Américains Nathaniel Lammons et Jackson Withrow (1-6, 7-6, 4-6).
Défaits en demi-finale de Pékin, ils éliminent les jeunes Arthur Fils et Ben Shelton (6-3, 3-6, 10-4) à Shanghaï ainsi que la paire Rohan Bopanna-Ivan Dodig (7-6, 2-6, 14-12) avant de prendre leur revanche sur Lammons-Withrow (6-3, 6-4). Ils renversent dans le dernier carré González-Roger-Vasselin (6-7, 6-4, 10-6) pour jouer une nouvelle finale contre les Argentins Máximo González et Andrés Molteni. Solides, ils parviennent à remporter un deuxième Masters 1000 cette saison (6-4, 6-4). Une nouvelle finale à Bâle confirment leur retour de forme. Les deux hommes arrivent de nouveau en finale en Masters 1000 à Bercy, écartant la paire Bopanna-Ebden, membres du Top 10 (7-6, 7-5) ainsi que son ancien coéquipier, Neal Skupski accompagné du Néo-Zélandais Michael Venus (6-2, 6-4) avant de céder leur seul manche de la semaine contre les surprises Lloyd Glasspool et Adam Pavlásek (3-6, 6-3, 10-5) en finale. Il s'agit du dernier titre en carrière du Néerlandais, qui lui permet de réintégrer le Top 10 en fin de saison. Son dernier tournoi en carrière, le Masters de fin d'année commence par une défaite contre Max Purcell et Jordan Thompson, vainqueurs à l'US Open (6-7, 3-6). Il décroche sa dernière victoire en carrière contre Granollers-Zeballos (4-6, 7-6, 10-8) mais ne continue pas le tournoi, éliminé au bout d'une grosse bataille par Harri Heliövaara et Henry Patten (6-4, 3-6, 10-12).
Il participe encore à la phase finale de la Coupe Davis où il atteint avec ses compatriotes la finale, pour la première fois de l'histoire de son pays. Les Pays-Bas s'inclinent en finale contre l'Italie, le Néerlandais ne jouant pas.

## Palmarès

### Titres en double messieurs
| 21 titres en double | 1 G. Chelem | 1 G. Chelem | 1 G. Chelem | 1 G. Chelem | 1 Masters  | 1 Masters  | 1 Masters   | 1 Masters   | 6 Masters 1000 | 6 Masters 1000 | 6 Masters 1000 | 6 Masters 1000 | 1 ATP 500          | 1 ATP 500          | 1 ATP 500          | 1 ATP 500          | 12 ATP 250         | 12 ATP 250         | 12 ATP 250     | 12 ATP 250     | 0 JO           | 0 JO           | 0 JO           | 0 JO           |
| 21 titres en double | 15 sur dur  | 15 sur dur  | 15 sur dur  | 15 sur dur  | 15 sur dur | 15 sur dur | 3 sur gazon | 3 sur gazon | 3 sur gazon    | 3 sur gazon    | 3 sur gazon    | 3 sur gazon    | 3 sur terre battue | 3 sur terre battue | 3 sur terre battue | 3 sur terre battue | 3 sur terre battue | 3 sur terre battue | 0 sur moquette | 0 sur moquette | 0 sur moquette | 0 sur moquette | 0 sur moquette | 0 sur moquette |

| No | Date       | Nom et lieu du tournoi                          | Catégorie    | Dotation     | Surface      | Partenaire       | Finalistes                                | Score             |          |
| -- | ---------- | ----------------------------------------------- | ------------ | ------------ | ------------ | ---------------- | ----------------------------------------- | ----------------- | -------- |
| 1  | 01-02-2016 | Garanti Koza Sofia Open Sofia                   | ATP 250      | 463 520 €    | Dur (int.)   | Matwé Middelkoop | Philipp Oswald Adil Shamasdin             | 5-7, 7-69, [10-6] | Parcours |
| 2  | 18-07-2016 | Generali Open Kitzbühel                         | ATP 250      | 463 520 €    | Terre (ext.) | Matwé Middelkoop | Dennis Novak Dominic Thiem                | 2-6, 6-3, [11-9]  | Parcours |
| 3  | 08-01-2017 | Apia International Sydney Sydney                | ATP 250      | 437 380 $    | Dur (ext.)   | Matwé Middelkoop | Jamie Murray Bruno Soares                 | 6-3, 7-5          | Parcours |
| 4  | 31-12-2018 | Brisbane International Brisbane                 | ATP 250      | 527 880 $    | Dur (ext.)   | Marcus Daniell   | Rajeev Ram Joe Salisbury                  | 6-4, 7-66         | Parcours |
| 5  | 06-01-2020 | Qatar ExxonMobil Open Doha                      | ATP 250      | 1 359 180 $  | Dur (ext.)   | Rohan Bopanna    | Luke Bambridge Santiago González          | 3-6, 6-2, [10-6]  | Parcours |
| 6  | 15-11-2020 | Nitto ATP Finals Londres                        | Masters      | 5 700 000 $  | Dur (int.)   | Nikola Mektić    | Jürgen Melzer Édouard Roger-Vasselin      | 6-2, 3-6, [10-5]  | Parcours |
| 7  | 26-04-2021 | BMW Open Munich                                 | ATP 250      | 481 270 €    | Terre (ext.) | Kevin Krawietz   | Sander Gillé Joran Vliegen                | 4-6, 6-4, [10-5]  | Parcours |
| 8  | 04-01-2022 | Melbourne Summer Set Melbourne                  | ATP 250      | 521 000 $    | Dur (ext.)   | Neal Skupski     | Aleksandr Nedovyesov Aisam-Ul-Haq Qureshi | 6-4, 6-4          | Parcours |
| 9  | 10-01-2022 | Adelaide International 2 Adélaïde               | ATP 250      | 430 530 $    | Dur (ext.)   | Neal Skupski     | Ariel Behar Gonzalo Escobar               | 7-65, 6-4         | Parcours |
| 10 | 14-02-2022 | Qatar Exxonmobil Open Doha                      | ATP 250      | 1 071 030 $  | Dur (ext.)   | Neal Skupski     | Rohan Bopanna Denis Shapovalov            | 7-64, 6-1         | Parcours |
| 11 | 01-05-2022 | Mutua Madrid Open Madrid                        | Masters 1000 | 6 744 165 €  | Terre (ext.) | Neal Skupski     | Juan Sebastián Cabal Robert Farah         | 64-7, 6-4, [10-5] | Parcours |
| 12 | 06-06-2022 | Libéma Open Bois-le-Duc                         | ATP 250      | 648 130 €    | Gazon (ext.) | Neal Skupski     | Matthew Ebden Max Purcell                 | 4-6, 7-5, [10-6]  | Parcours |
| 13 | 08-08-2022 | National Bank Open Presented by Rogers Montréal | Masters 1000 | 5 926 545 $  | Dur (ext.)   | Neal Skupski     | Daniel Evans John Peers                   | 6-2, 4-6, [10-6]  | Parcours |
| 14 | 31-10-2022 | Rolex Paris Masters Paris                       | Masters 1000 | 5 415 410 €  | Dur (int.)   | Neal Skupski     | Ivan Dodig Austin Krajicek                | 7-65, 6-4         | Parcours |
| 15 | 12-06-2023 | Libéma Open Bois-le-Duc                         | ATP 250      | 673 630 €    | Gazon (ext.) | Neal Skupski     | Gonzalo Escobar Aleksandr Nedovyesov      | 7-61, 6-2         | Parcours |
| 16 | 03-07-2023 | The Championships Wimbledon                     | G. Chelem    | 20 747 000 £ | Gazon (ext.) | Neal Skupski     | Marcel Granollers Horacio Zeballos        | 6-4, 6-4          | Parcours |
| 17 | 08-01-2024 | ASB Classic Auckland                            | ATP 250      | 661 585 $    | Dur (ext.)   | Nikola Mektić    | Marcel Granollers Horacio Zeballos        | 6-3, 65-7, [10-7] | Parcours |
| 18 | 12-02-2024 | ABN Amro Open Rotterdam                         | ATP 500      | 2 134 985 €  | Dur (int.)   | Nikola Mektić    | Robin Haase Botic van de Zandschulp       | 6-3, 7-5          | Parcours |
| 19 | 06-03-2024 | BNP Paribas Open Indian Wells                   | Masters 1000 | 9 495 555 $  | Dur (ext.)   | Nikola Mektić    | Marcel Granollers Horacio Zeballos        | 7-62, 7-64        | Parcours |
| 20 | 02-10-2024 | Rolex Shanghai Masters Shanghai                 | Masters 1000 | 8 995 555 $  | Dur (ext.)   | Nikola Mektić    | Máximo González Andrés Molteni            | 6-4, 6-4          | Parcours |
| 21 | 28-10-2024 | Rolex Paris Masters Paris                       | Masters 1000 | 5 950 575 €  | Dur (int.)   | Nikola Mektić    | Lloyd Glasspool Adam Pavlásek             | 3-6, 6-3, [10-5]  | Parcours |

### Finales en double messieurs
| No | Date       | Nom et lieu du tournoi                               | Catégorie    | Dotation     | Surface      | Vainqueurs                              | Partenaire         | Score              |          |
| -- | ---------- | ---------------------------------------------------- | ------------ | ------------ | ------------ | --------------------------------------- | ------------------ | ------------------ | -------- |
| 1  | 13-02-2017 | ABN AMRO World Tennis Tournament Rotterdam           | ATP 500      | 1 724 930 €  | Dur (int.)   | Ivan Dodig Marcel Granollers            | Matwé Middelkoop   | 7-65, 6-3          | Parcours |
| 2  | 24-07-2017 | BB&T Atlanta Open Atlanta                            | ATP 250      | 642 750 $    | Dur (ext.)   | Bob Bryan Mike Bryan                    | Artem Sitak        | 6-3, 6-4           | Parcours |
| 3  | 18-09-2017 | Moselle Open Metz                                    | ATP 250      | 482 060 €    | Dur (int.)   | Julien Benneteau Édouard Roger-Vasselin | Artem Sitak        | 7-5, 6-3           | Parcours |
| 4  | 12-02-2018 | New York Open Long Island                            | ATP 250      | 668 460 $    | Dur (int.)   | Max Mirnyi Philipp Oswald               | Artem Sitak        | 6-4, 4-6, [10-6]   | Parcours |
| 5  | 26-02-2018 | Brasil Open São Paulo                                | ATP 250      | 516 205 $    | Terre (ext.) | Federico Delbonis Máximo González       | Artem Sitak        | 6-4, 6-2           | Parcours |
| 6  | 30-04-2018 | Millennium Estoril Open Estoril                      | ATP 250      | 501 345 €    | Terre (ext.) | Kyle Edmund Cameron Norrie              | Artem Sitak        | 6-4, 6-2           | Parcours |
| 7  | 15-10-2018 | Intrum Stockholm Open Stockholm                      | ATP 250      | 612 755 €    | Dur (int.)   | Luke Bambridge Jonny O'Mara             | Marcus Daniell     | 7-5, 7-68          | Parcours |
| 8  | 20-03-2019 | Miami Open presented by Itaú Miami                   | Masters 1000 | 8 359 455 $  | Dur (ext.)   | Bob Bryan Mike Bryan                    | Stéfanos Tsitsipás | 7-5, 7-68          | Parcours |
| 9  | 14-04-2019 | Rolex Monte-Carlo Masters Monte-Carlo                | Masters 1000 | 5 207 405 €  | Terre (ext.) | Nikola Mektić Franko Škugor             | Robin Haase        | 63-7, 7-63, [11-9] | Parcours |
| 10 | 22-04-2019 | Hungarian Open Budapest                              | ATP 250      | 524 340 €    | Terre (ext.) | Ken Skupski Neal Skupski                | Marcus Daniell     | 6-3, 6-4           | Parcours |
| 11 | 10-06-2019 | Libéma Open Bois-le-Duc                              | ATP 250      | 635 750 €    | Gazon (ext.) | Dominic Inglot Austin Krajicek          | Marcus Daniell     | 6-4, 4-6, [10-4]   | Parcours |
| 12 | 22-07-2019 | Hambourg European Open Hambourg                      | ATP 500      | 1 855 490 €  | Terre (ext.) | Oliver Marach Jürgen Melzer             | Robin Haase        | 6-2, 7-63          | Parcours |
| 13 | 05-08-2019 | Coupe Rogers présentée par Banque Nationale Montréal | Masters 1000 | 5 701 945 $  | Dur (ext.)   | Marcel Granollers Horacio Zeballos      | Robin Haase        | 7-5, 7-5           | Parcours |
| 14 | 17-02-2020 | Open 13 Provence Marseille                           | ATP 250      | 691 880 €    | Dur (int.)   | Nicolas Mahut Vasek Pospisil            | Nikola Mektić      | 6-3, 6-4           | Parcours |
| 15 | 31-08-2020 | US Open Flushing Meadows                             | G. Chelem    | 21 656 000 $ | Dur (ext.)   | Mate Pavić Bruno Soares                 | Nikola Mektić      | 7-5, 6-3           | Parcours |
| 16 | 18-10-2021 | European Open Anvers                                 | ATP 250      | 508 600 €    | Dur (int.)   | Nicolas Mahut Fabrice Martin            | Jean-Julien Rojer  | 6-0, 6-1           | Parcours |
| 17 | 23-03-2022 | Miami Open presented by Itaú Miami                   | Masters 1000 | 8 584 055 $  | Dur (ext.)   | Hubert Hurkacz John Isner               | Neal Skupski       | 7-65, 6-4          | Parcours |
| 18 | 18-04-2022 | Barcelona Open Banc Sabadell Barcelone               | ATP 500      | 2 661 825 €  | Terre (ext.) | Kevin Krawietz Andreas Mies             | Neal Skupski       | 63-7, 7-65, [10-6] | Parcours |
| 19 | 31-08-2022 | US Open Flushing Meadows                             | G. Chelem    | 27 915 200 $ | Dur (ext.)   | Rajeev Ram Joe Salisbury                | Neal Skupski       | 7-64, 7-5          | Parcours |
| 20 | 08-03-2023 | BNP Paribas Open Indian Wells                        | Masters 1000 | 8 800 000 $  | Dur (ext.)   | Rohan Bopanna Matthew Ebden             | Neal Skupski       | 6-3, 2-6, [10-8]   | Parcours |
| 21 | 17-04-2023 | Barcelona Open Banc Sabadell Barcelone               | ATP 500      | 2 722 480 €  | Terre (ext.) | Máximo González Andrés Molteni          | Neal Skupski       | 6-3, 68-7, [10-4]  | Parcours |
| 22 | 28-09-2023 | China Open Pékin                                     | ATP 500      | 3 633 875 $  | Dur (ext.)   | Ivan Dodig Austin Krajicek              | Neal Skupski       | 612-7, 6-3, [10-5] | Parcours |
| 23 | 10-06-2024 | Libéma Open Bois-le-Duc                              | ATP 250      | 690 135 €    | Gazon (ext.) | Nathaniel Lammons Jackson Withrow       | Nikola Mektić      | 7-65, 7-63         | Parcours |
| 24 | 21-10-2024 | Swiss Indoors Basel Bâle                             | ATP 500      | 2 385 100 €  | Dur (int.)   | Jamie Murray John Peers                 | Nikola Mektić      | 6-3, 7-5           | Parcours |

### Titre en double mixte
| No | Date       | Nom et lieu du tournoi | Catégorie | Dotation     | Surface      | Partenaire    | Finalistes                   | Score     |          |
| -- | ---------- | ---------------------- | --------- | ------------ | ------------ | ------------- | ---------------------------- | --------- | -------- |
| 1  | 25-05-2022 | Roland-Garros Paris    | G. Chelem | 43 600 000 € | Terre (ext.) | Ena Shibahara | Ulrikke Eikeri Joran Vliegen | 7-65, 6-2 | Parcours |

## Parcours dans les tournois duGrand Chelem

### En double messieurs
| Année | Open d'Australie             | Open d'Australie            | Internationaux de France      | Internationaux de France  | Wimbledon                     | Wimbledon                  | US Open                       | US Open                   |
| ----- | ---------------------------- | --------------------------- | ----------------------------- | ------------------------- | ----------------------------- | -------------------------- | ----------------------------- | ------------------------- |
| 2016  | —                            | —                           | 1er tour (1/32) M. Middelkoop | T. Lamasine A. Olivetti   | 2e tour (1/16) M. Middelkoop  | Pablo Cuevas M. Granollers | 1er tour (1/32) M. Middelkoop | P. Carreño G. García      |
| 2017  | 2e tour (1/16) M. Middelkoop | J.-J. Rojer Horia Tecău     | 1er tour (1/32) M. Middelkoop | Malek Jaziri A. Seppi     | 1er tour (1/32) M. Middelkoop | Łukasz Kubot Marcelo Melo  | 1er tour (1/32) Artem Sitak   | Ivan Dodig M. Granollers  |
| 2018  | 2e tour (1/16) Artem Sitak   | O. Marach Mate Pavić        | 1/8 de finale Artem Sitak     | J.S. Cabal Robert Farah   | 1er tour (1/32) M. Daniell    | Sriram Balaji V. Vardhan   | 2e tour (1/16) M. Daniell     | Jamie Murray Bruno Soares |
| 2019  | 2e tour (1/16) M. Daniell    | Raven Klaasen Michael Venus | 2e tour (1/16) M. Daniell     | Łukasz Kubot Marcelo Melo | 1/4 de finale M. Daniell      | Ivan Dodig Filip Polášek   | 1/8 de finale Robin Haase     | J. S. Cabal Robert Farah  |
| 2020  | 2e tour (1/16) Nikola Mektić | J. Duckworth Marc Polmans   | 1/2 finale Nikola Mektić      | K. Krawietz Andreas Mies  | Annulé                        | Annulé                     | Finale Nikola Mektić          | Mate Pavić Bruno Soares   |
| 2021  | 1/8 de finale Łukasz Kubot   | M. Ebden J.-P. Smith        | 1/8 de finale J.-J. Rojer     | A. Bublik A. Golubev      | 1er tour (1/32) J.-J. Rojer   | L. Glasspool H. Heliövaara | 1/8 de finale J.-J. Rojer     | John Peers Filip Polášek  |
| 2022  | 1/4 de finale N. Skupski     | M. Ebden Max Purcell        | 1/4 de finale N. Skupski      | M. Granollers H. Zeballos | 1/8 de finale N. Skupski      | Matthew Ebden Max Purcell  | Finale N. Skupski             | R. Ram J. Salisbury       |
| 2023  | 1/4 de finale N. Skupski     | R. Hijikata J. Kubler       | 1/4 de finale N. Skupski      | M. Granollers H. Zeballos | Victoire N. Skupski           | M. Granollers H. Zeballos  | 1/8 de finale N. Skupski      | N. Lammons J. Withrow     |
| 2024  | 1/8 de finale N. Mektić      | R. Bopanna M. Ebden         | 2e tour (1/16) N. Mektić      | M. Purcell J. Thompson    | 2e tour (1/16) N. Mektić      | C. Broom A. Fery           | 1/4 de finale N. Mektić       | N. Lammons J. Withrow     |

N.B. : le nom du partenaire se trouve sous le résultat ; le nom des ultimes adversaires se trouve à droite.

### En double mixte
| Année | Open d'Australie              | Open d'Australie            | Internationaux de France      | Internationaux de France     | Wimbledon                  | Wimbledon                  | US Open                     | US Open                      |
| ----- | ----------------------------- | --------------------------- | ----------------------------- | ---------------------------- | -------------------------- | -------------------------- | --------------------------- | ---------------------------- |
| 2017  | —                             | —                           | —                             | —                            | 1er tour (1/32) D. Schuurs | N. Broady L. Broady        | —                           | —                            |
| 2018  | —                             | —                           | —                             | —                            | —                          | —                          | 1/4 de finale N. Kichenok   | B. Mattek-Sands Jamie Murray |
| 2019  | 1er tour (1/16) Květa Peschke | S. Stosur Leander Paes      | 1er tour (1/32) Květa Peschke | R. Olaru F. Škugor           | 1/2 finale Květa Peschke   | Latisha Chan I. Dodig      | 1/4 de finale Květa Peschke | Chan Hao-ching Michael Venus |
| 2020  | 1er tour (1/16) Květa Peschke | B. Krejčíková Nikola Mektić | Annulé                        | Annulé                       | Annulé                     | Annulé                     | Annulé                      | Annulé                       |
| 2021  | 1er tour (1/16) D. Schuurs    | S. Sanders M. Polmans       | 1/2 finale D. Schuurs         | Elena Vesnina Aslan Karatsev | 2e tour (1/16) D. Schuurs  | Harriet Dart Joe Salisbury | —                           | —                            |
| 2022  | 1/8 de finale B. Pera         | Zhang Shuai John Peers      | Victoire E. Shibahara         | U. Eikeri J. Vliegen         | —                          | —                          | —                           | —                            |
| 2023  | 1er tour (1/16) E. Shibahara  | O. Gadecki M. Polmans       | —                             | —                            | 2e tour (1/8) L. Fernandez | O. Nicholls J. O'Mara      | —                           | —                            |

N.B. : le nom de la partenaire se trouve sous le résultat ; le nom des ultimes adversaires se trouve à droite.

## Participation auMasters

### En double
| Année | Ville   | Surface    | Partenaire    | Résultats | Résultat final    |
| ----- | ------- | ---------- | ------------- | --------- | ----------------- |
| 2020  | Londres | Dur (int.) | Nikola Mektić | 4v, 1d    | Victoire          |
| 2022  | Turin   | Dur (int.) | Neal Skupski  | 2v, 2d    | Demi-finale       |
| 2023  | Turin   | Dur (int.) | Neal Skupski  | 1v, 2d    | Éliminé en poules |
| 2024  | Turin   | Dur (int.) | Nikola Mektić | 1v, 2d    | Éliminé en poules |

## Parcours aux Jeux olympiques

### En double messieurs
| # | Date       | Nom de l'olympiade         | Surface             | Résultat      | Partenaire        | Ultimes adversaires          | Score             |          |
| - | ---------- | -------------------------- | ------------------- | ------------- | ----------------- | ---------------------------- | ----------------- | -------- |
| 1 | 31/07/2021 | Olympic Tennis Event Tokyo | Dur (ext.)          | 1/8 de finale | Jean-Julien Rojer | Marcus Daniell Michael Venus | Forfait           | Parcours |
| 2 | 27/07/2024 | Olympic Tennis Event Paris | Terre battue (ext.) | 1/8 de finale | Tallon Griekspoor | Carlos Alcaraz Rafael Nadal  | 6-4, 62-7, [10-2] | Parcours |

### En double mixte
| # | Date       | Nom de l'olympiade         | Surface             | Résultat                 | Partenaire   | Ultimes adversaires                        | Score     |          |
| - | ---------- | -------------------------- | ------------------- | ------------------------ | ------------ | ------------------------------------------ | --------- | -------- |
| 1 | 29/07/2024 | Olympic Tennis Event Paris | Terre battue (ext.) | 4e place (petite finale) | Demi Schuurs | Gabriela Dabrowski · Félix Auger-Aliassime | 6-3, 7-62 | Parcours |

## Parcours dans lesMasters 1000

### En double
| Année | Indian Wells              | Indian Wells        | Miami                 | Miami             | Monte-Carlo             | Monte-Carlo         | Madrid                   | Madrid              | Rome                      | Rome                    | Canada                  | Canada              | Cincinnati              | Cincinnati              | Shanghai                  | Shanghai         | Paris                        | Paris              |
| ----- | ------------------------- | ------------------- | --------------------- | ----------------- | ----------------------- | ------------------- | ------------------------ | ------------------- | ------------------------- | ----------------------- | ----------------------- | ------------------- | ----------------------- | ----------------------- | ------------------------- | ---------------- | ---------------------------- | ------------------ |
| 2018  | —                         | —                   | —                     | —                 | —                       | —                   | —                        | —                   | —                         | —                       | —                       | —                   | —                       | —                       | —                         | —                | 1er tour (1/32) Basilashvili | Isner Skupski      |
| 2019  | 1er tour (1/32) Tsitsipas | Kubot Melo          | Finale Tsitsipas      | Bryan             | Finale Haase            | Mektic Skugor       | 1/2 finale Tsitsipas     | Rojer Tecau         | 1er tour (1/32) Tsitsipas | Shapovalov Verdasco     | Finale Haase            | Granollers Zeballos | 1er tour (1/32) Haase   | Demoliner Medvedev      | 1er tour (1/32) Tsitsipas | Klaasen Venus    | 1er tour (1/32) Haase        | Ram Salisbury      |
| 2020  | n.o.                      | n.o.                | n.o.                  | n.o.              | n.o.                    | n.o.                | n.o.                     | n.o.                | 1/8 de finale Mektic      | Chardy Martin           | n.o.                    | n.o.                | 1/4 de finale Mektic    | Carreno Busta De Minaur | 1/4 de finale Mektic      | Pavic Soares     | —                            | —                  |
| 2021  | 1/8 de finale Rojer       | Polasek Peers       | 1er tour (1/32) Kubot | Khachanov Rublev  | 1/8 de finale Kubot     | Fognini Schwartzman | 1/4 de finale Kubot      | Mektic Pavic        | 1/4 de finale Rojer       | Arevalo Middelkoop      | 1/8 de finale Krajicek  | Gillé Vliegen       | 1/8 de finale Struff    | Puetz Venus             | n.o.                      | n.o.             | 1er tour (1/32) Rojer        | Martin Mies        |
| 2022  | 1/4 de finale Skupski     | Ram Salisbury       | Finale Skupski        | Hurkacz Isner     | 1er tour (1/32) Skupski | Bopanna Murray      | Victoire Skupski         | Cabal Farah         | 1/4 de finale Skupski     | Mektic Pavic            | Victoire Skupski        | Evans Peers         | 1er tour (1/32) Skupski | González Roger-V.       | —                         | —                | —                            | —                  |
| 2023  | Finale Skupski            | Bopanna Ebden       | 1/4 de finale Skupski | González Roger-V. | 1/4 de finale Skupski   | Martin Mies         | 1/4 de finale Skupski    | Bopanna Ebden       | 1/2 finale Skupski        | Haase Van de Zandschulp | 1er tour (1/32) Skupski | Hurkacz Pavic       | 1er tour (1/32) Skupski | Murray Venus            | 1/4 de finale Skupski     | Doumbia Reboul   | 1/4 de finale Skupski        | González Roger-V.  |
| 2024  | Victoire Mektic           | Granollers Zeballos | 1/8 de finale Mektic  | Smith Verbeek     | 1/8 de finale Mektic    | Fritz Rune          | 1/8 de finale Griekspoor | Granollers Zeballos | 1/4 de finale Mektic      | Bolelli Vavassori       | —                       | —                   | 1/8 de finale Mektic    | Heliovaara Patten       | Victoire Mektic           | Gonzalez Molteni | Victoire Mektic              | Glasspool Pavlasek |

N.B. : le nom du partenaire se trouve sous le résultat ; le nom des ultimes adversaires se trouve à droite.

## Classements ATP en fin de saison
| Année          | 2009 | 2010 | 2011 | 2012 | 2013 | 2014 | 2015 | 2016 | 2017 | 2018 | 2019 | 2020 | 2021 | 2022 | 2023 | 2024 |
| Rang en simple | 1711 | 955  | 827  | 570  | 562  | 725  | 1256 | –    | –    | –    | –    | –    | –    | –    | –    | –    |
| Rang en double | 1231 | 514  | 560  | 392  | 171  | 211  | 67   | 60   | 46   | 42   | 14   | 5    | 21   | 1    | 8    | 8    |

Source : (en) Classements de Wesley Koolhof sur le site officiel de la Fédération internationale de tennis